# Serhij Semenov
Serhij Semenov (ukrainska: Сергій Олександрович Семенов, Serhij Oleksandrovytj Semenov), född 28 juli 1988 i Tjernigov, Ukrainska SSR, Sovjetunionen, är en ukrainsk skidskytt. Hans hittills bästa resultat i världscupen är en andraplats från distansloppet i Östersund under världscupen i skidskytte 2014/2015.
Han debuterade i världscupen år 2009 och har som bäst slutat 23:a (2013/2014). Semenov har även tagit en VM-medalj då han var med i det ukrainska herrstafettlag som tog brons under världsmästerskapen i skidskytte 2011 i ryska Chanty-Mansijsk.
Semenov vann World Team Challenge 2014 tillsammans med Valj Semerenko.